# 齐齐哈尔中学体育馆坍塌事故
2023年7月23日下午2时52分许，中华人民共和国黑龙江省齐齐哈尔市第三十四中学校体育馆发生坍塌事故，造成11人死亡，7人受伤，直接经济损失1254.1万元。

## 背景
齐齐哈尔市第三十四中学位于龙沙区，是公办初中，始建于1971年，离齐齐哈尔市教育局很近。发生事故的体育馆建设于1997年，面积为1200平方米。

## 过程
2023年7月23日13时，三十四中学两名教练带领17名女子排球队队员，开始在体育馆进行排球训练。
事故发生于14时52分许，体育馆屋顶发生整体坍塌。此时馆内共有19人，其中4人自行脱险，15人被困。14时54分，附近居民向110进行报警。14时55分先后通报119、120救援。其中4人自行脱险（3人受伤，1人未受伤），15人被困，从事故后搜救位置分析，事故发生时有3人在看台一侧，3人在看台左侧，5人在看台对面一侧，4人在场地中间。下午2时56分，齐齐哈尔市消防救援支队指挥中心接到通报，而后调派39辆消防车、159名消防员、4只搜救犬赶赴现场至24日上午。結果其中5人已无生命体征、6人经救治无效死亡、4人无生命危险。死者为10名女子排球队队员、1名女教练。事故共造成11人死亡，7人受伤。。
除了官方组织的搜救外，齐齐哈尔众多市民亦自发参与了救援活动，7月23日的救援以徒手搬动碎块为主。

## 调查
7月24日晚，齐齐哈尔市政府针对该起事故召开新闻发布会，齐齐哈尔市委书记、市长沈宏宇在发布会上说：黑龙江省省政府已经成立联合调查组，将对该起事故进行全面深入调查，尽快查明原因，依法依规严肃追责问责，绝不姑息。经现场初步调查，与体育馆毗邻的教学综合楼施工过程中，施工单位违规将珍珠岩堆置体育馆屋顶；因受降雨影响，珍珠岩浸水增重，导致屋顶荷载增大而引发坍塌。教学综合楼施工单位责任人已被公安机关拘留。
一度流传珍珠岩建材在2022年底即有堆放，但根据来自纽约时报目视检查团队的肖慕漪对既往卫星图像的检查，建材于屋顶的堆放应该在2023年4月底发生。
2024年2月8日，黑龙江省应急管理厅公布调查报告，報告認定体育馆屋顶坍塌事故是一起重大生产安全责任事故。報告指出屋面多次维修大量增加荷载、屋面堆放珍珠岩及因珍珠岩堆放造成雨水滞留不断增加荷载，综合作用下网架结构严重超载、变形，是导致屋顶瞬间坍塌的直接原因。報告提到：除去因病死亡的2人建议不予追究责任外，有51名有关责任人被追责，其中6人被司法机关采取强制措施，5人被建议移送司法机关处理。33名公职人员被建议给予党内严重警告、政务撤职、专业技术岗位等级降级等不同处分。另有7人被建议给予罚款、吊销安全生产考核合格证书等行政处罚。

## 后续

### 官方反应
7月23日晚间，黑龙江省委常委、常务副省长王一新主持召开全省安全生产工作视频会议，他在会议上称要坚决遏制事故多发势头，社会影响恶劣，暴露问题严重，要深入开展安全风险，並且要迅速组织排查各类学校、公益体育场馆建筑安全。
有家长在医院指责当局没有及时与他们沟通。其中一位遇难者的父亲在医院里怒声斥责医护人员的失职和政府人员的不积极作为，被拍成视频后在网络和媒体快速传播，引发广泛关注。
7月26日，央视网发表评论文章“形式主义的安全检查，真的够了！”。内列举了最近中国大陆发生的安全事故，大部份都是在进行“安全检查”等例行检查后发生的。内容斥责“形式主义”的检查，称其无异于“杀人的帮凶，夺命的匕首”，并呼吁真实的安全调查，不要等舆论怒火滔天时，再把安全检查当成平息愤怒的工具。
之后，微博已将“齐齐哈尔34中前悼念的花海”“齐齐哈尔34中体育馆坍塌11人死亡”“不该对齐齐哈尔事故保持沉默”等关键词设为敏感词，输入后显示相关结果禁止显示。
8月14日，中国国务院挂牌督办齐齐哈尔中学体育馆坍塌事故。

### 事故家属
一个“家长怒斥医院不准认尸”的视频在中国国内平台流传，视频完整版（大约15分钟）在国内各大平台相继删除。

### 悼念

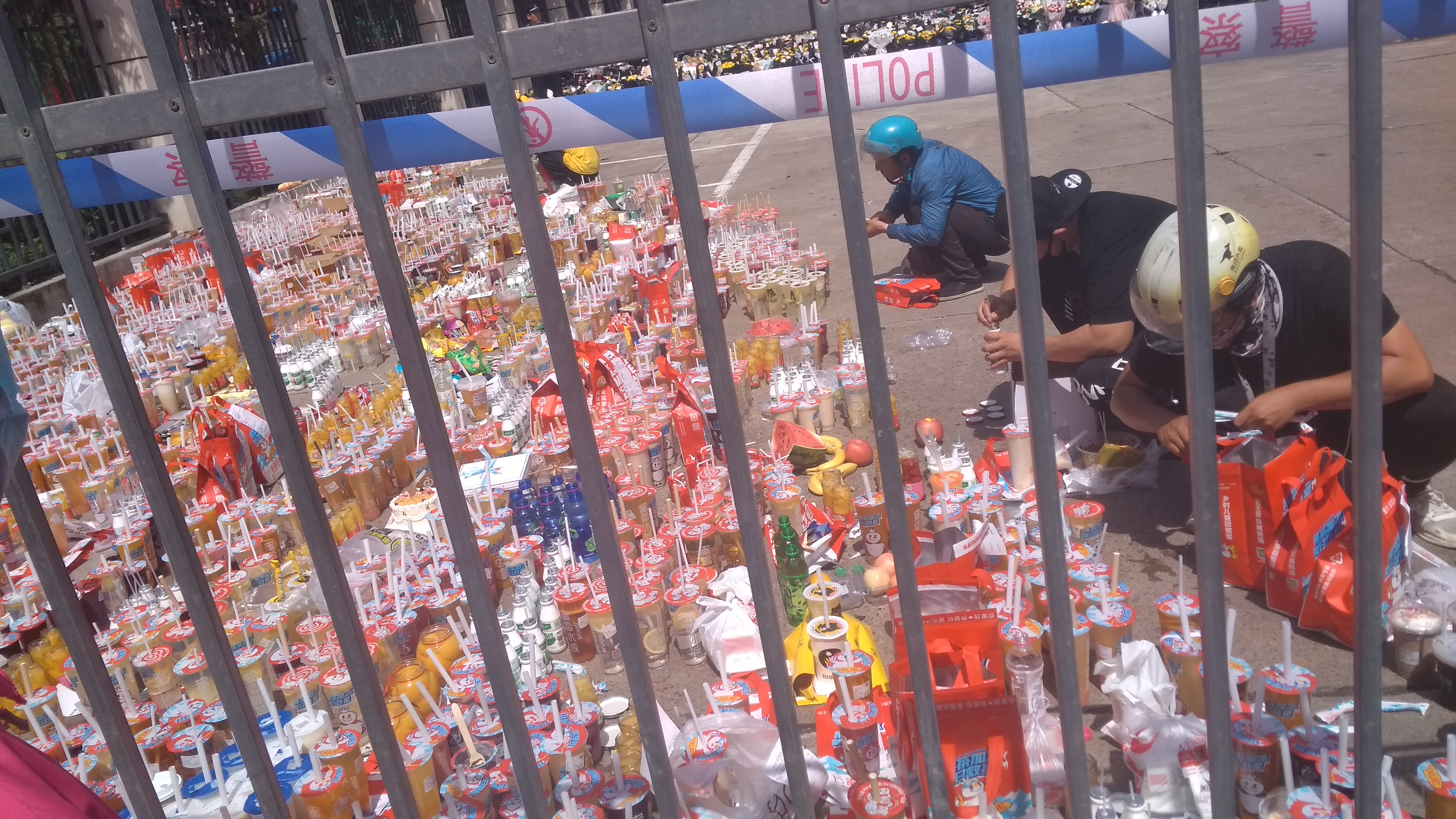
民众在校门口自发摆放罐头和奶茶

事故发生后，学校门口有许多人摆放鲜花、黄桃罐头、奶茶悼念，有人通过外卖放到现场。上海市杨浦区的齐齐哈尔路出现零星悼念活动，警方为维持秩序，在相关地区增加了警力部署。
7月29日晚间举办的中国足球协会甲级联赛黑龙江冰城队主场对战南京城市队的比赛中，主队黑龙江冰城队以及现场球迷通过黑白宣传海报、进球后食指指天、赛后齐唱加拿大民歌《红河谷》等方式表达对齐齐哈尔坍塌事故遇难者的哀悼。